# Хиггинс Кларк, Мэри
Мэ́ри Хи́ггинс Кларк (англ. Mary Higgins Clark; 24 декабря 1927 — 31 января 2020) — американская писательница, автор более сорока бестселлеров в жанре триллер и книг для детей.
Настоящее имя — Мэри Тереза Эленор Хиггинс Кларк Конхини (англ. Mary Theresa Eleanor Higgins Clark Conheeney). Несколько лет работала помощником редактора и секретарём, а позднее стюардессой в авиакомпании Пан-Американ. Выйдя замуж, посвятила себя семье и литературе. Являлась совладелицей Нью-Джерси Нетс. Её дочь Кэрол (англ. Carol Higgins Clark) также пишет романы в жанре саспенс.
Хиггинс Кларк возглавляла Ассоциацию детективных писателей США в 1987 году. Премия Мэри Хиггинс Кларк вручает данной организацией ежегодно и спонсируется издательством Simon & Schuster.

## Произведения
- 1968 Aspire To The Heavens /
- 1975 Where Are The Children? / Дети не вернутся
- 1977 A Stranger is Watching / Взгляд в темноте
- 1980 The Cradle Will Fall / И колыбель упадет
- 1982 A Cry in the Night / Плач в ночи
- 1984 Stillwatch /
- 1987 Weep No More, My Lady / Не плачь, моя леди
- 1989 While My Pretty One Sleeps /
- 1989 The Anastasia Syndrome and Other Stories /
- 1990 Voices in the Coal Bin /
- 1991 Loves Music, Loves to Dance / Любит музыку, любит танцевать
- 1992 All Around the Town / Прогулка по городу
- 1993 I’ll Be Seeing You /
- 1993 Death on the Cape and Other Stories /
- 1993 Milk Run and Stowaway (Two stories. Like Voices in the Coal Bin, never officially published out of anthologies) /
- 1994 Remember Me /
- 1994 The Lottery Winner and Other Stories /
- 1995 Let Me Call You Sweetheart / Позволь называть тебя милой
- 1995 Silent Night / Молчаливая ночь
- 1996 Moonlight Becomes You / Лунный свет тебе к лицу / Ты обратилась в лунный свет
- 1996 My Gal Sunday: Henry and Sunday Stories /
- 1997 Pretend You Don’t See Her / Притворись, что не видишь её
- 1998 You Belong to Me /
- 1998 All Through The Night /
- 1999 We’ll Meet Again / Мы еще встретимся
- 2000 Before I Say Good-Bye / Прежде чем проститься
- 2000 Deck the Halls (в соавторстве с дочерью Кэрол Хиггинс Кларк)
- 2001 On The Street Where You Live / На улице, где ты живешь
- 2001 He Sees You When You’re Sleeping / Пока моя красавица спит (в соавторстве с дочерью Кэрол Хиггинс Кларк)
- 2002 Daddy’s Little Girl / Его любимая дочка
- 2003 The Second Time Around / Оставь для меня последний танец
- 2004 Nighttime Is My Time / Мое время — ночная пора
- 2004 The Christmas Thief (в соавторстве с дочерью Кэрол Хиггинс Кларк)
- 2004 You Belong to Me / Ты мне принадлежишь
- 2005 No Place Like Home / Нет места лучше дома
- 2006 Two Little Girls in Blue / Две девочки в голубом
- 2006 Santa Cruise (в соавторстве с дочерью Кэрол Хиггинс Кларк)
- 2007 Ghost Ship: A Cape Cod Story /
- 2007 I Heard That Song Before / Эта песня мне знакома
- 2008 Where Are You Now? / Где ты теперь?
- 2008 Dashing Through the Snow (в соавторстве с дочерью Кэрол Хиггинс Кларк)
- 2009 Just Take My Heart / Возьми мое сердце
- 2010 The Shadow of Your Smile / Тень твоей улыбки
- 2011 I’ll Walk Alone / Я пойду одна
- 2011 The Magical Christmas Horse /
- 2012 The Lost Years /
- 2013 Daddy’s Gone A Hunting /

Мэри Хиггинс Кларк была выбрана президентом Американской ассоциации детективных писателей.

## Награды и звания
- Женщина года — Комитет Ирландско-американского наследия
- Золотая Медаль — Ирландско-американское историческое общество
- За достижения — Колледж Альберта Эйнштейна
- Золотая медаль — Национальный Арт-клуб
- Heratio Alger Award
- Гран-При — Французская детективная литература
- Гранд-Мастер — Американская ассоциация детективных писателей
- Почетные рыцарские звания — Дама ордена Св. Григория, Мальтийского ордена и иерусалимского ордена Holy Sephulcher